# 格羅莫夫冰原島峰
67°45′S 50°40′E / 67.750°S 50.667°E
格羅莫夫冰原島峰是南極洲的冰原島峰，位於恩德比地，屬於斯科特山脈的一部分，由蘇聯的探險隊命名，現時由南極條約體系管理。